# Aigues-Vives (Gard)
 Aigues-Vives  es una población y comuna francesa, en la región de Languedoc-Rosellón, departamento de Gard, en el distrito de Nimes y cantón de Sommières.

## Demografía
| 1423 | 1366 | 1367 | 1506 | 1611 | 1908 | 2101 | 2331 |
| Para los censos de 1962 a 1999 la población legal corresponde a la población sin duplicidades (Fuente: INSEE [Consultar]) |      |      |      |      |      |      |      |

## Personalidades vinculadas
- Gaston Doumergue (1863-1937), Presidente de la República Francesa, nació y falleció en Aigues-Vives.